# Kit de masă

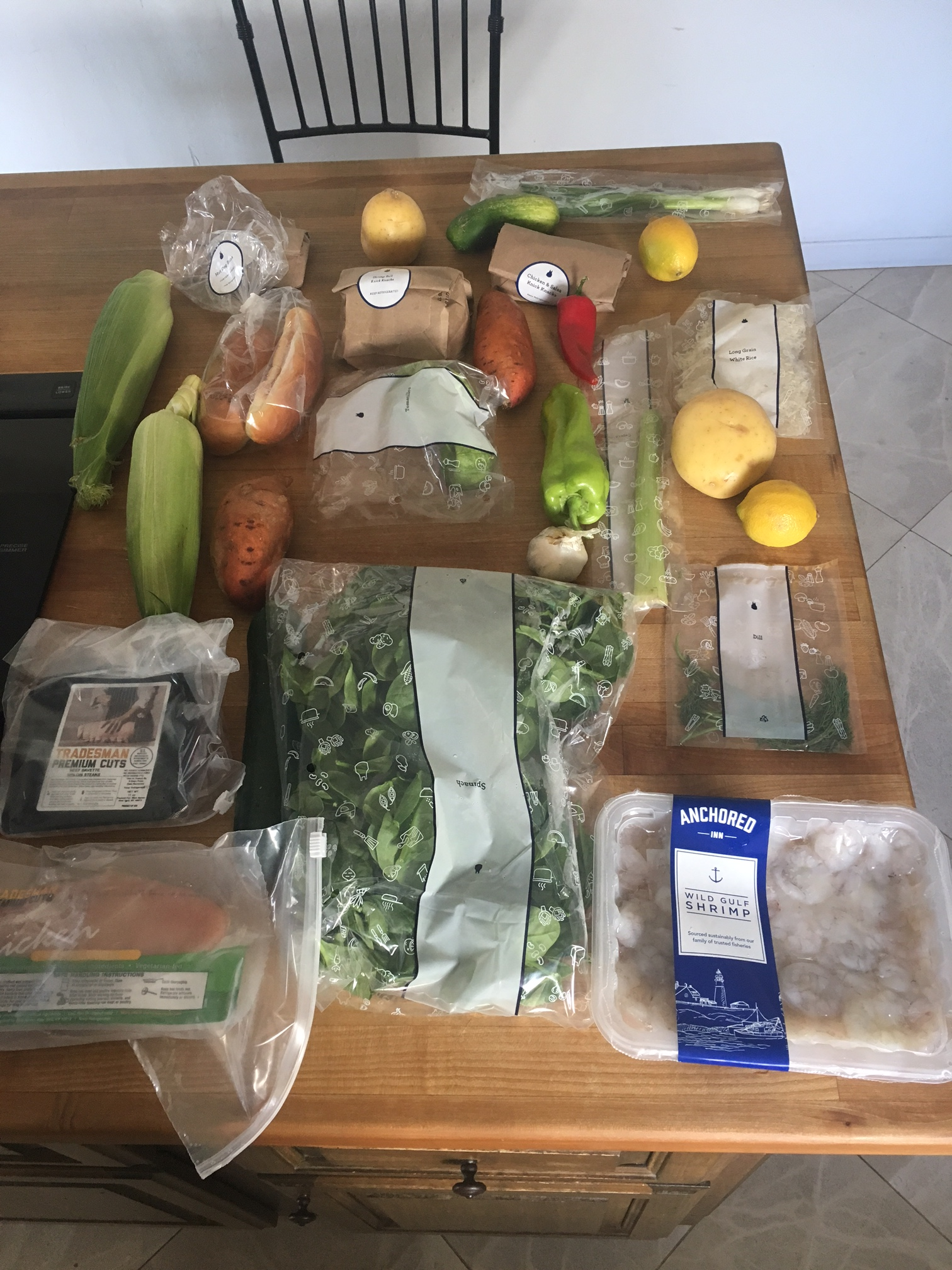
Conținutul kitului de masă Blue Apron

Un kit de masă (în engleză meal kit) este un model de afaceri de tip serviciu de abonament – serviciu alimentar prin care o companie trimite clienților ingrediente alimentare pre-porționate și, uneori, parțial preparate, precum și rețete pentru prepararea de mese gătite acasă. Serviciile care trimit mese pre-gătite sunt denumite servicii de livrare de mâncare. Acest model de abonament a fost citat ca un exemplu de personalizare a industriei alimentare și a băuturilor.
Un kit de masă nu trebuie confundat cu alimentele semipreparate, care sunt gătite și „preparate” la o bucătărie înainte de expediere — de obicei într-un recipient frigorific.

## Istoric

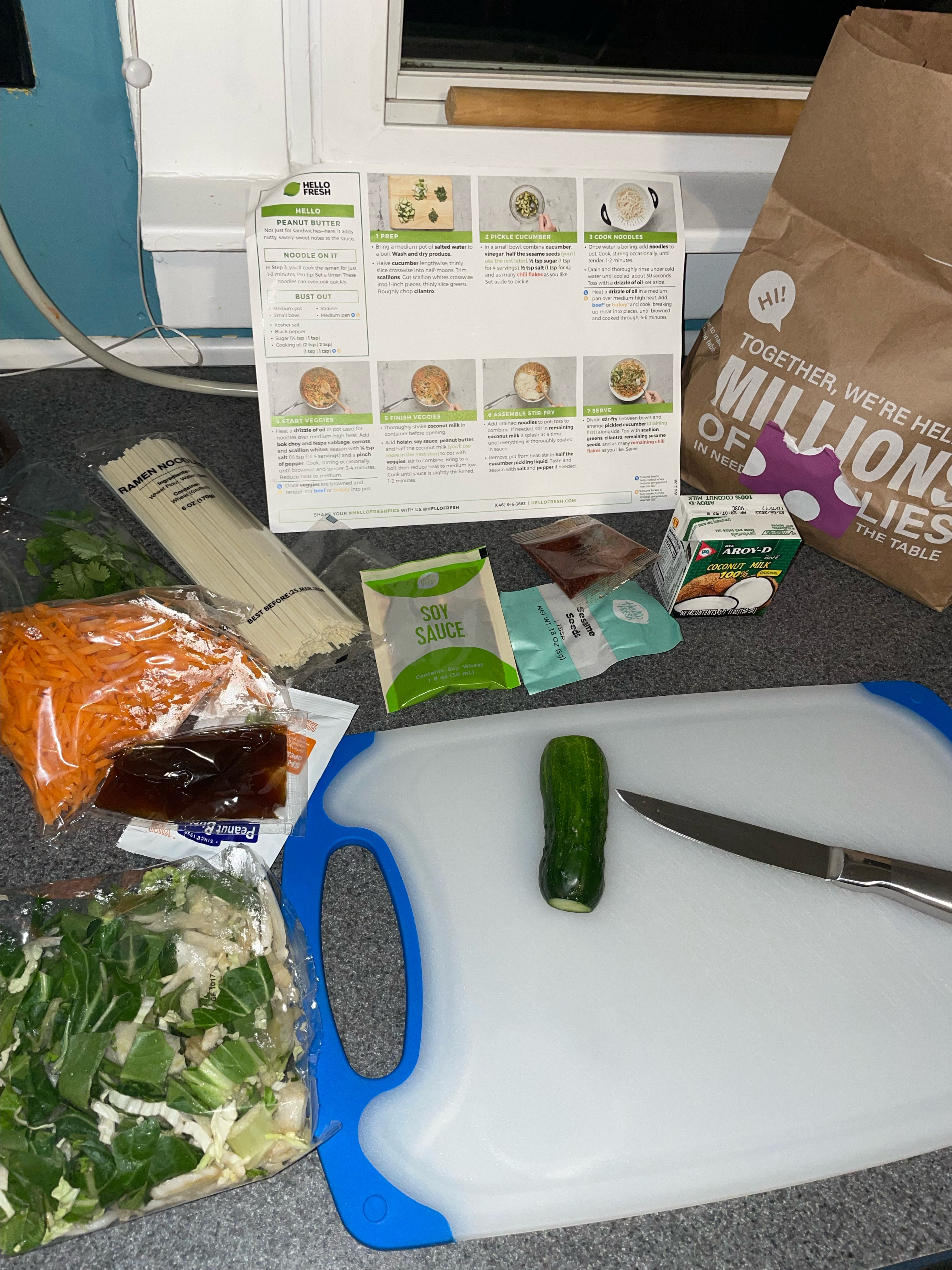
Conținutul unui kit de masă HelloFresh

Modelul de afaceri și-a avut originea în Danemarca, odată cu lansarea Mad til Døren în 2003, urmată de RetNemt în 2006. Ulterior, s-a răspândit în Suedia, pe care unele surse o descriu ca fiind țara de origine, menționând fie lansarea Middagsfrid⁠(d) (tradus aproximativ ca „fericire la cină”) în 2007, fie Linas Matkasse⁠(d), lansată în 2008 de frații Niklas Aronsson și Lina Gebäck. Middagsfrid s-a răspândit rapid în alte câteva țări din Europa de Nord și a inspirat o serie de concurenți. Trei companii de kituri de masă au intrat pe piața americană aproximativ simultan în 2012: Blue Apron, HelloFresh (care funcționa deja în Europa) și Plated.

## Afaceri
Potrivit Inc Magazine, în martie 2017 existau peste 150 de companii de kituri de masă în Statele Unite. În iulie 2017, conform Time Magazine, afacerea cu kituri de masă era estimată la 2,2 miliarde USD la nivel global, ceea ce reprezintă sub 1% din piața alimentară estimată la 1,3 trilioane USD. Supermarketurile au încercat să combată popularitatea kiturilor de masă prin crearea propriilor kituri vândute în locațiile magazinelor. Blue Apron a fost cel mai utilizat serviciu de către clienții intervievați de Morning Consult în 2017, urmat de HelloFresh și Plated. Deși companiile și categoria au înregistrat o creștere rapidă, acestea se confruntă cu o provocare substanțială în ceea ce privește păstrarea abonaților: mulți clienți folosesc serviciile doar o singură dată, atrași de ofertele de mese gratuite, și puțini oameni continuă după 5-8 săptămâni: doar 6% dintre clienții intervievați de Morning Consult erau încă abonați la majoritatea serviciilor de kituri de masă după 3 luni (deși Blue Apron s-a descurcat mult mai bine decât media, cu 12% retenție la 3 luni).
Întreprinderile de servicii de livrare online de kituri de masă (OMDS) sporesc participarea consumatorilor pentru a oferi atât produse, cât și servicii consumatorilor prin livrarea ingredientelor și pregătirea meselor. După izolările din pandemia de Covid-19, industria kiturilor de masă a avansat rapid, până în 2020 HelloFresh a raportat o creștere anuală a veniturilor de 122,6% în T2. Segmentul vegetarian în 2021 a deținut cea mai mare cotă de venituri de 63,7%, continuând să fie creșterea dominantă pentru consumatorii de proteine. Cu toate acestea, rata de creștere anuală compusă pentru kiturile de masă vegetariene este proiectată la 17,6% din 2022 până în 2030, pe măsură ce dietele bazate pe plante și fără cruzime cresc în întreaga lume. Industria kiturilor de masă valorează 5 miliarde de dolari din 2022 și se estimează că va crește la 11,6 miliarde de dolari până în 2023.

## Cost
Costul este unul dintre obstacolele în calea utilizării serviciilor de kituri de masă. De la începutul anului 2023, Everyplate este unul dintre cele mai ieftine servicii de kituri de masă, cu planuri care încep de la aproximativ 6$ o porție. Media kiturilor de masă variază între 9 și 10$ o porție și include companii precum HelloFresh, Blue Apron și Home Chef. Unele dintre cele mai scumpe servicii de kituri de masă variază între 10 și 13$ pentru o porție, de la servicii precum Sunbasket și Green Chef.

## Listă de servicii de kituri de masă notabile
- Blue Apron⁠(d)
- Cook it⁠(d)
- Goodfood⁠(d)
- Gousto⁠(d)
- HelloFresh
- Home Chef⁠(d)
- Mindful Chef⁠(d)
- My Food Bag⁠(d)
- Plated⁠(d)
- Purple Carrot⁠(d)
- Sunbasket⁠(d)
- Tovala⁠(d)

## Impactul asupra mediului

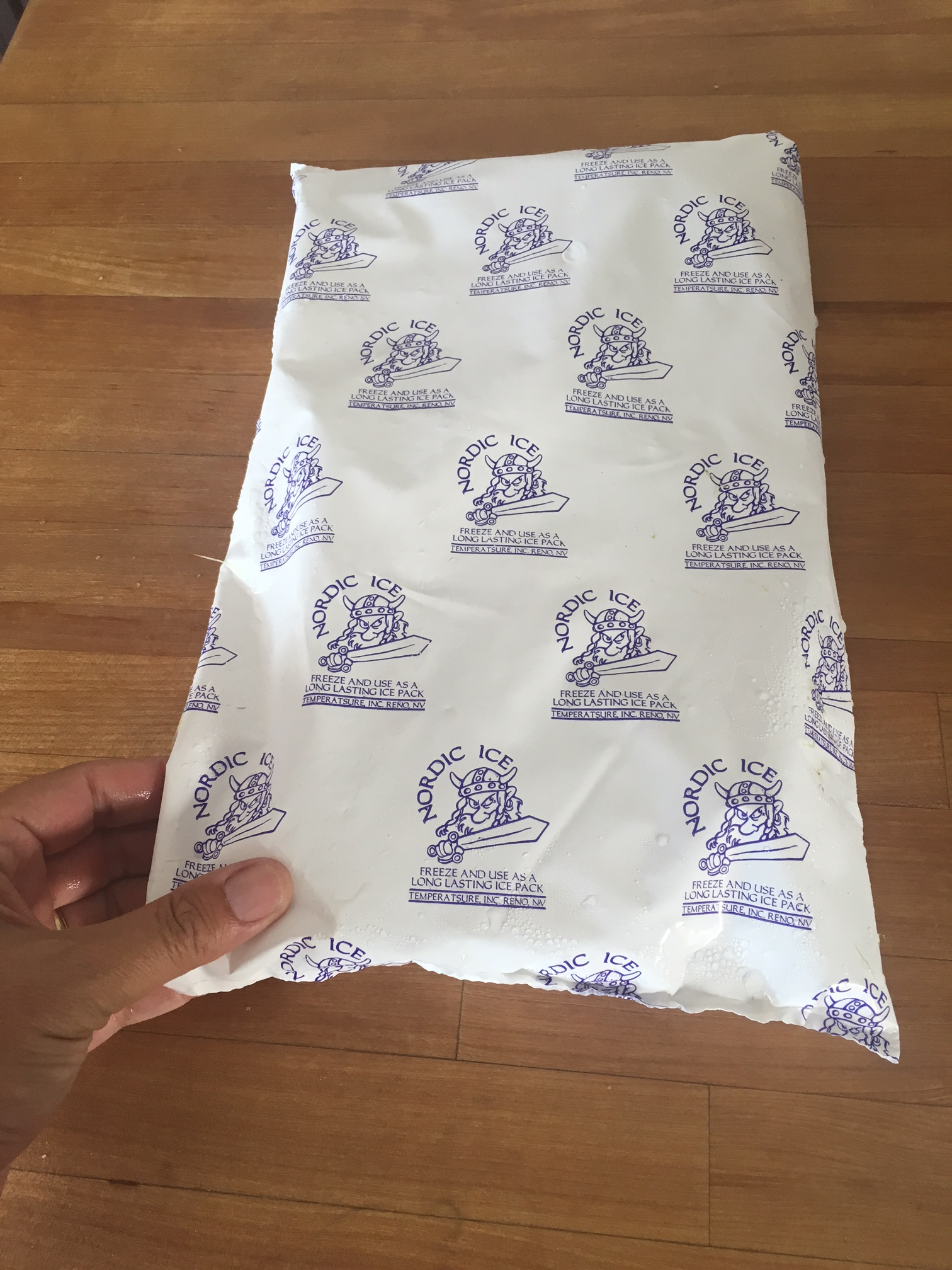
Pachet de gel refrigerat pentru kitul de masă utilizat în timpul transportului

Impactul asupra mediului al serviciilor de livrare de truse de masă include următoarele:
Pe de o parte, industria a fost criticată pentru dificultatea reciclării pachetelor de gel congelator incluse în kituri pentru a menține carnea și produsele lactate la rece în timpul transportului. Ingredientul activ din multe pachete de gel este poliacrilatul de sodiu, o pulbere netoxică care poate rămâne rece atunci când este saturată cu apă și înghețată.
În ciuda preocupărilor legate de ambalare, cinele din kiturile de masă reduc, în medie, emisiile de gaze cu efect de seră cu aproximativ 30% pe rutele de livrare, în comparație cu vizitele la magazinele alimentare, care necesită mai multă energie și frecvență, deoarece persoanele se deplasează acolo și înapoi. Kiturile de masă pot reduce risipa de alimente prin furnizarea cantității exacte măsurate de ingrediente pentru utilizare, în timp ce ingredientele sunt achiziționate în cantități mai mari la magazinele alimentare.
Clienții care se bazează pe cumpărăturile la magazin ar trebui să efectueze mai puțin de o vizită la magazin pe săptămână pentru a ajunge la o economie de energie echivalentă cu ambalarea și transportul kiturilor de masă. Atunci când se măsoară lanțul de aprovizionare de la început până la sfârșit, impactul asupra mediului al ciclului de viață al comercianților cu amănuntul de produse alimentare este mult mai mare decât transportul simplificat al kiturilor de masă de la furnizor la domiciliu.

## Valoare nutritivă
Studiile privind serviciile de livrare de kituri de masă din Australia au constatat că, deși mesele conțineau o varietate de legume în porțiile lor, mesele au fost măsurate ca fiind considerabil bogate în grăsimi și au depășit ținta dietetică pentru aportul de sodiu.
Cercetările efectuate pe persoane supraponderale au constatat că programele de livrare a kiturilor de masă, pe lângă educația în domeniul sănătății/nutriției, au dus la un aport pozitiv semnificativ de fructe și legume, deși compoziția corporală și macronutrienții au suferit modificări ușoare sau nu au suferit modificări.

## Experiența utilizatorului de kituri de masă
Abonații la trusele de masă sunt în majoritate tineri (Gen-X și Milenialii), cu o majoritate covârșitoare din mediul urban, de sex masculin și cu venituri ridicate. După cum au raportat utilizatorii kiturilor de masă, principalele motive pentru utilizarea acestora sunt economisirea timpului de planificare/cumpărare și minimizarea risipei generale cu ingrediente porționate. Kiturile de masă pot îmbunătăți cunoștințele alimentare, prezentând clienților orientările nutriționale și mărimea porțiilor cu ajutorul unor rețete bine echilibrate. Există o piață de utilizatori estimată la 93 de milioane de persoane în SUA care nu au încercat încă trusele de masă, dar care sunt încă interesate să experimenteze, deschizând ușile potențiale ale industriei pe termen lung.